# David and Jonathan

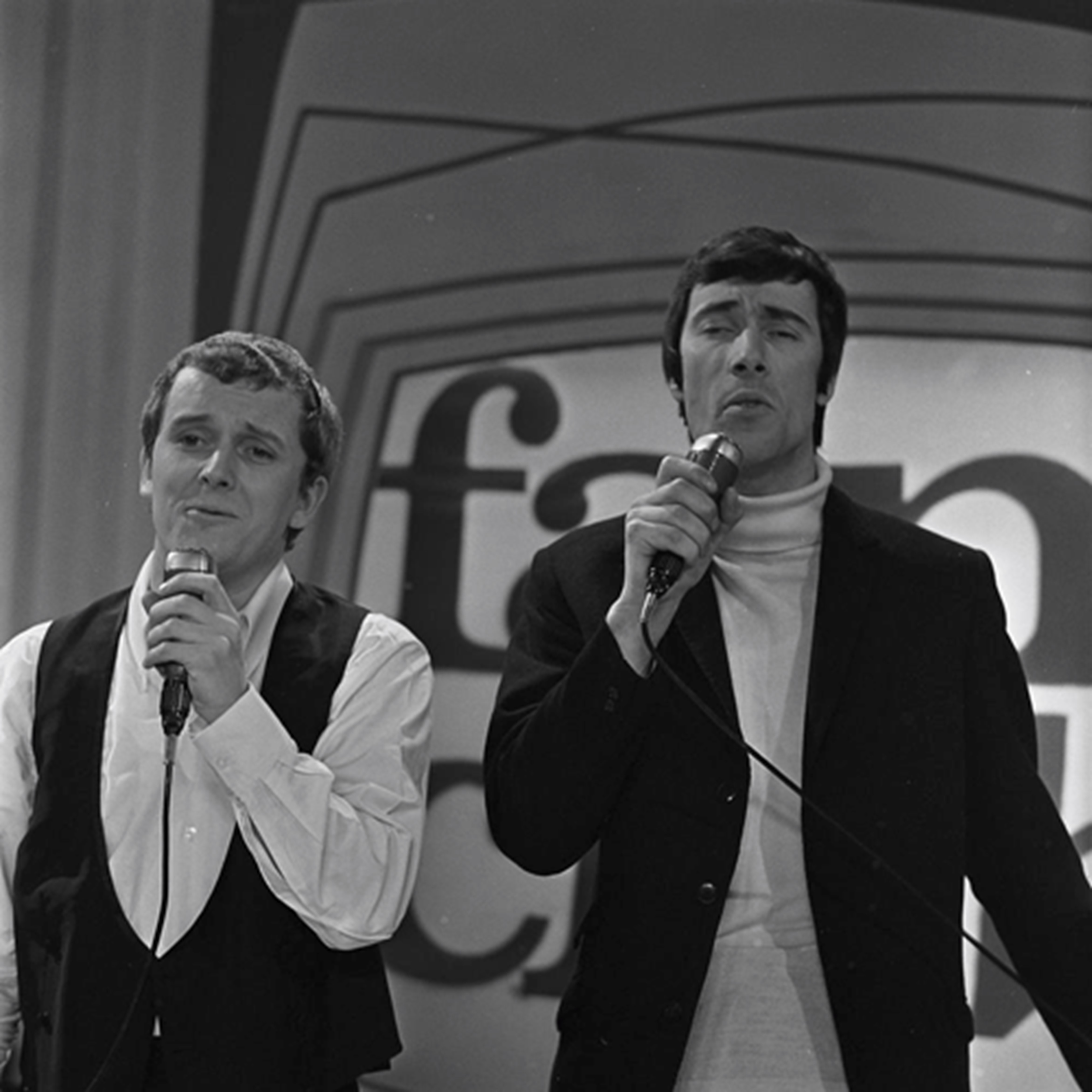
David and Jonathan (Fanclub, 1967)

David and Jonathan waren een Engels zangduo, dat bestond in de jaren 1965-1968. De leden waren Roger Cook (geboren op 19 augustus 1940 in Bristol) en Roger Greenaway (geboren op 23 augustus 1938 in Bristol).

## Carrière
Cook en Greenaway leerden elkaar kennen in de closeharmonygroep The Kestrels. Ze begonnen samen liedjes te schrijven en besloten in 1965 ook samen te gaan zingen als duo. Ze noemden zich David and Jonathan, naar het vriendenpaar David en Jonatan uit het Bijbelboek 1 Samuel.
Het duo maakte ook platen. De bekendste zijn een coverversie van Michelle van The Beatles (1966, nummer 11 in de UK Singles Chart en nummer 18 in de Amerikaanse Billboard Hot 100) en Lovers of the World Unite (ook 1966, nummer 7 in de UK Singles Chart). Michelle is opgenomen met George Martin, die ook de vaste producer van The Beatles was. In 1967 probeerde het duo nog een Beatles-nummer: She's Leaving Home, weer geproduceerd door George Martin, maar deze maal werd het geen succes.
David and Jonathan zongen ook de titelsong van de komische spionagefilm Modesty Blaise uit 1966, gecomponeerd door John Dankworth.
In 1968 besloten ze te stoppen als zangduo. Ze bleven wel doorgaan met liedjes schrijven. Ook als liedjesschrijvers vormden ze een succesvol duo. Ze waren bijvoorbeeld de schrijvers van You've Got Your Troubles en This Golden Ring van The Fortunes, Melting Pot van Blue Mink, Something's Gotten Hold of My Heart van Gene Pitney, The Way It Used to Be van Engelbert Humperdinck en Gasoline Alley Bred van The Hollies.

## Trivia
- The Barron Knights parodieerden Lovers of the World Unite als Brothers of the World, Let’s Strike in hun medley Under New Management (1966).

## Een bijna-naamgenoot
In de jaren 1987 en 1988 was in Frankrijk een duo actief onder de naam David et Jonathan. Het duo bestond uit David Marouani en Jonathan Bermudes.

## Discografie

### Singles
- 1965: Laughing Fit to Cry / Remember What You Said
- 1966: Michelle / How Bitter the Taste of Love
- 1966: Speak Her Name / Take It While You Can
- 1966: Lovers of the World Unite / Oh My Word
- 1966: Ten Storeys High / Looking for My Life
- 1966: Tu cambi idea / La Compagnia del Larallala (in Italië)
- 1966: Modesty (Modesty Blaise Theme) / Willie Waltz (in de VS)
- 1966: Scarlet Ribbons for Her Hair / Gilly Gilly Ossenfeffer Katzenellenbogen by the Sea
- 1967: The Magic Book / Time
- 1967: She's Leaving Home / One Born Every Minute
- 1967: Softly Whispering I Love You / Such a Peaceful Day
- 1968: You Ought to Meet My Baby / I've Got That Girl on My Mind

### Lp’s
- 1966: David and Jonathan (Groot-Brittannië):
  - Bye Bye Brown Eyes / You've Got Your Troubles / I Know / See Me Cry / Bye Now / Let's Hang On / Michelle / A Must to Avoid / This Golden Ring / Yesterday / A Little like You / Every Now And Then / Be Sure / The End Is Beginning
- 1966: Michelle (VS):
  - Michelle / Laughing Fit to Cry / I Know / Bye Bye Brown Eyes / A Must to Avoid / Every Now and Then / Let's Hang On / Yesterday / Bye Now / This Golden Ring / You've Got Your Troubles / The End Is Beginning
- 1967: The Best of David and Jonathan (Duitsland):
  - The Magic Book / Time / Ten Storeys High / Gilly Gilly Ossenfeffer Katzenellenbogen by the Sea / You Ought to Meet My Baby / Something's Gotten Hold of My Heart / Green Green Grass / Softly Whispering I Love You / One Born Every Minute / Turn Around and Start Again / Penthouse / Lovers of the World Unite
- 1984: Lovers of the World Unite (Groot-Brittannië):
  - Michelle / Softly Whispering I Love You / You Ought to Meet My Baby / This Golden Ring / Bye Bye Brown Eyes / I Know / Speak Her Name / Ten Storeys High / I've Got That Girl on My Mind / You've Got Your Troubles / Lovers of the World Unite / Laughing Fit to Cry / Be Sure / Scarlet Ribbons for Her Hair / Gilly Gilly Ossenfeffer Katzenellenbogen by the Sea / How Bitter the Taste of Love / Every Now and Then / One Born Every Minute / See Me Cry / She's Leaving Home

### Verzamel-cd’s
- 1997: The Very Best of David and Jonathan (dezelfde selectie nummers is ook verschenen onder de naam Lovers of the World Unite; het betreft een heruitgave op cd van de gelijknamige lp):
  - Michelle / Softly Whispering I Love You / You Ought to Meet My Baby / This Golden Ring / Bye Bye Brown Eyes / I Know / Speak Her Name / Ten Storeys High / I've Got That Girl on My Mind / You've Got Your Troubles / Lovers of the World Unite / Laughing Fit to Cry / Be Sure / Scarlet Ribbons for Her Hair / Gilly Gilly Ossenfeffer Katzenellenbogen by the Sea / How Bitter the Taste of Love / Every Now and Then / One Born Every Minute / See Me Cry / She's Leaving Home
- 2006: David and Jonathan:
  - You've Got Your Troubles / How Bitter the Taste of Love / Bye Bye Brown Eyes / This Golden Ring / I Know / Michelle / Speak Her Name / Ten Storeys High / I've Got That Girl on My Mind / Take It While You Can / A Little like You / The End Is Beginning / Lovers of the World Unite / One Born Every Minute / Green Grass / Scarlet Ribbons for Her Hair / Gilly Gilly Ossenfeffer Katzenellenbogen by the Sea / Softly Whispering I Love You / She's Leaving Home / Something's Gotten Hold of My Heart / Turn Around and Start Again / Magic Book / Time / Penthouse / You Oughta Meet My Baby